# Pseudophaula pustulosa
Pseudophaula pustulosa är en skalbaggsart som beskrevs av Lane 1973. Pseudophaula pustulosa ingår i släktet Pseudophaula och familjen långhorningar. Inga underarter finns listade i Catalogue of Life.